# Adiantum amplum
Adiantum amplum är en kantbräkenväxtart som beskrevs av Presl. Adiantum amplum ingår i släktet Adiantum och familjen Pteridaceae. Inga underarter finns listade.